# Arado Ar 231
Arado Ar 231 – niemiecki wodnosamolot pokładowy przeznaczony do operowania z pokładów okrętów podwodnych, produkowany przez wytwórnię lotniczą Arado.

## Historia
Ideą przyświecającą powstaniu samolotu była chęć marynarki wojennej wyposażenia okrętów podwodnych w samolot zwiadowczy pozwalający im na wykrywanie celów poza linią horyzontu. W 1940 w wytwórni złożono zamówienie na 6 samolotów serii przedprodukcyjnej. Samolot miał mieć możliwość szybkiego składania, a w stanie złożonym powinien mieścić się w cylindrycznym hangarze pokładowym o średnicy zaledwie 2 metrów. Po złożeniu samolot miałby być przenoszony dźwigiem będącym na wyposażeniu okrętu na wodę i startować o własnych siłach. Zdolność przebywania w powietrzu szacowano na 4 godziny. 
Przeprowadzone próby nie wypadły zachęcająco, małe rozmiary samolotu i co za tym idzie silnik o niewielkiej mocy zadecydowały o słabych osiągach samolotu. Niepochlebnie o nowym pomyśle wyrażali się również dowódcy U-Bootów, dla których wizja przebywania na powierzchni podczas operacji przenoszenia samolotu na wodę lub jego podnoszenia bez możliwości alarmowego, szybkiego zanurzenia się w przypadku wykrycia nieprzyjacielskich jednostek lub samolotów była najkrótszą drogą do zatonięcia pod bombami alianckich bombowców. Gwoździem do trumny pomysłu z wodnosamolotem dla okrętów podwodnych okazał się być wiroszybowiec Focke-Achgelis Fa 330, który był na tyle tani i prosty w swojej konstrukcji, że w przypadku wykrycia zagrożenia można go było po prostu zostawić ratując jedynie pilota. Faktycznie Fa 330 weszły na wyposażenie U-Bootów. Konstrukcja Ar 231 nie była dalej rozwijana.

## Konstrukcja
Ar 231 był jednosilnikowym, zastrzałowym górnopłatem o mieszanej konstrukcji. Trójdzielny płat zamocowany był ukośnie nad kadłubem, w ten sposób, że lewe skrzydło znajdował się wyżej niż prawe, po złożeniu oba płaty zachodziły na siebie. Podwozie dwupływakowe z demontowanymi zastrzałami mocującymi pływaki do kadłuba. Zdemontowany samolot mieścił się w cylindrycznym pojemniku o średnicy 2 m. Czas przygotowania samolotu do lotu wynosił około 6 minut. Silnik rzędowy Hirth HM 501 o mocy 160 KM napędzał dwułopatowe drewniane śmigło o stałym skoku i o średnicy 2,70 m.